# Julian Kołaczkowski
Julian Kołaczkowski (ur. 1837 w Nowym Sączu, zm. 23 września 1889 we Lwowie) – polski inżynier kolejnictwa, historyk sztuki, kolekcjoner.

## Życiorys
Ukończył studia na Politechnice Wiedeńskiej, a następnie odbył podróż naukową po Niemczech, Szwajcarii i Włoszech. Otrzymał etat inżyniera przy budowie kolei Karola Ludwika, a następnie przy budowie i rozbudowie sieci kolejowej w Galicji Wschodniej. 
Jedną z jego pasji było kolekcjonowanie informacji związanych z historią techniki i przemysłu na ziemiach polskich. W 1880 opublikował Wiadomość o dawnych fabrykantach w Polsce, było to kompendium informacji o dawnych fabrykach, ich właścicielach i produkcji, ułożonych w formie spisu. Kolejnymi publikacjami były Wiadomości o fabrykach i rękodziełach w dawnej Polsce, O architektach i budowniczych w dawnej Polsce. Jego głównym dziełem była pionierska praca Wiadomości tyczące się przemysłu i sztuki w dawnej Polsce (1888), zawierająca bogaty, choć chaotyczny zbiór informacji.
Autor cennego Słownika rytowników polskich... jako przyczynku do historii sztuk pięknych w Polsce (1874). Był również zapalonym bibliofilem, stworzył bibliotekę składającą się z czterech tysięcy książek, tysiąca pięciuset rycin oraz takiej samej liczby autografów.
Spoczywa na Cmentarzu Łyczakowskim we Lwowie.